# خارفة المنشأة
قرية خارفة المنشأة هي إحدى القرى التابعة لمركز المنشأة بمحافظة سوهاج في جمهورية مصر العربية. حسب إحصاءات سنة 2006، بلغ إجمالي السكان في خارفة المنشأة 10049 نسمة، منهم 4930 رجل و5119 امرأة.